# Valentin Salzmann

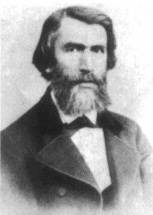
Valentin Salzmann

Karl Ludwig Valentin Salzmann (* 23. Mai 1821 in Esslingen am Neckar; † 17. Januar 1890 ebenda) war einer der Gründer und der erste Vorsitzende des Schwäbischen Albvereins.

## Leben
Valentin Salzmanns Vater war Inhaber der Reichsapotheke in Esslingen. Ursprünglich stammte die Familie aus Straßburg. Salzmann selbst hat einmal erwähnt, dass er stolz darauf sei, dass drei seiner Vorfahren Chirurgen-Professoren an der Universität Straßburg gewesen seien. Bis zu seinem 18. Lebensjahr war er Zögling der seinerzeit berühmten Erziehungs- und Unterrichts-Anstalt in Stetten im Remstal. Von 1840 bis 1844 studierte er Medizin in Tübingen und wurde dort Mitglied des Corps Rhenania. 1847 ließ sich Valentin Salzmann in Esslingen als praktischer Arzt nieder, er praktizierte bis zu seinem Tod.
Schon 1863 hatte er den Verschönerungsverein Esslingen gegründet. Am 13. August 1888 trafen sich auf Einladung von Valentin Salzmann in Plochingen die Vertreter mehrerer Verschönerungsvereine mit dem Ziel, die Arbeit der bestehenden Verschönerungsvereine am Albtrauf gemeinschaftlich zu verbessern. Bei der konstituierenden Sitzung am 12. November 1888 in Plochingen legte er den ersten Entwurf zur Satzung des Albvereins vor, der wenig später dann endgültig ins Leben gerufen wurde. Salzmann wurde einstimmig als erster Vorsitzender gewählt und hatte dieses Amt bis zu seinem Tod 1890 inne.
Valentin Salzmann und Ernst Camerer, der nach Salzmann die Leitung des Albvereins übernahm, ist ein Denkmal in Esslingen gewidmet, das 1921 errichtet wurde. Salzmann ist auf dem dortigen Ebershaldenfriedhof bestattet. Auch der Salzmannstein im Randecker Maar ist nach Valentin Salzmann benannt, ebenso der Salzmannweg in Esslingen.

## Werke
- Über den Bau und die Krankheiten der Gelenkknorpel, Diss. Tübingen 1845

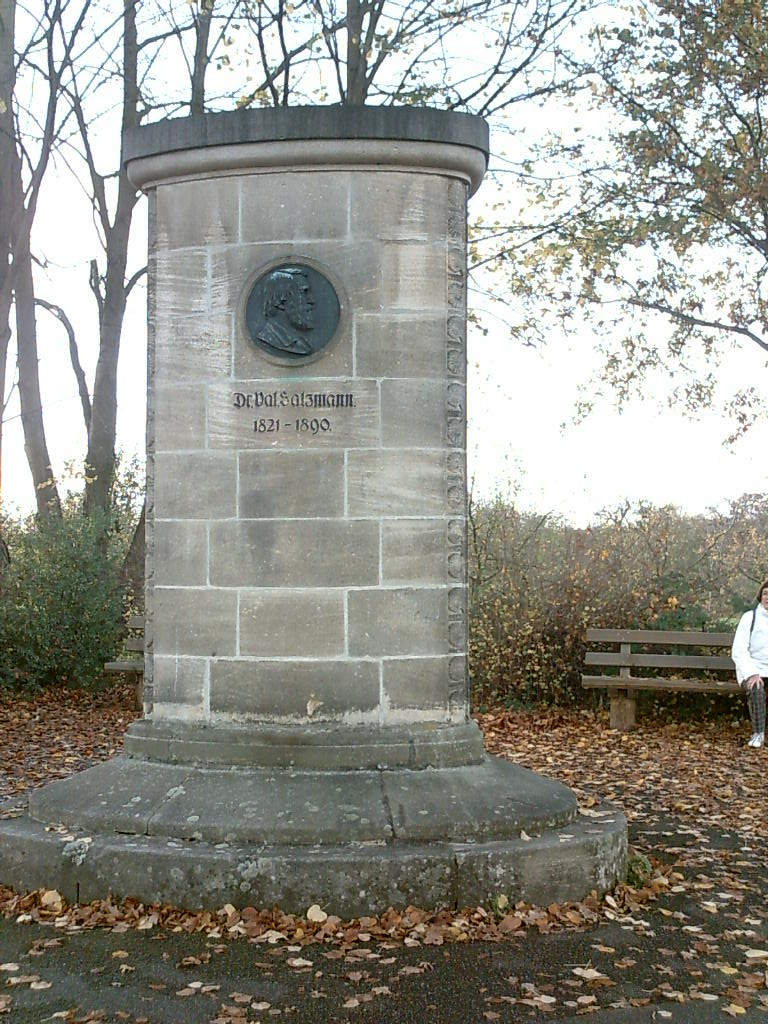
Denkmal für Salzmann und Camerer bei Esslingen
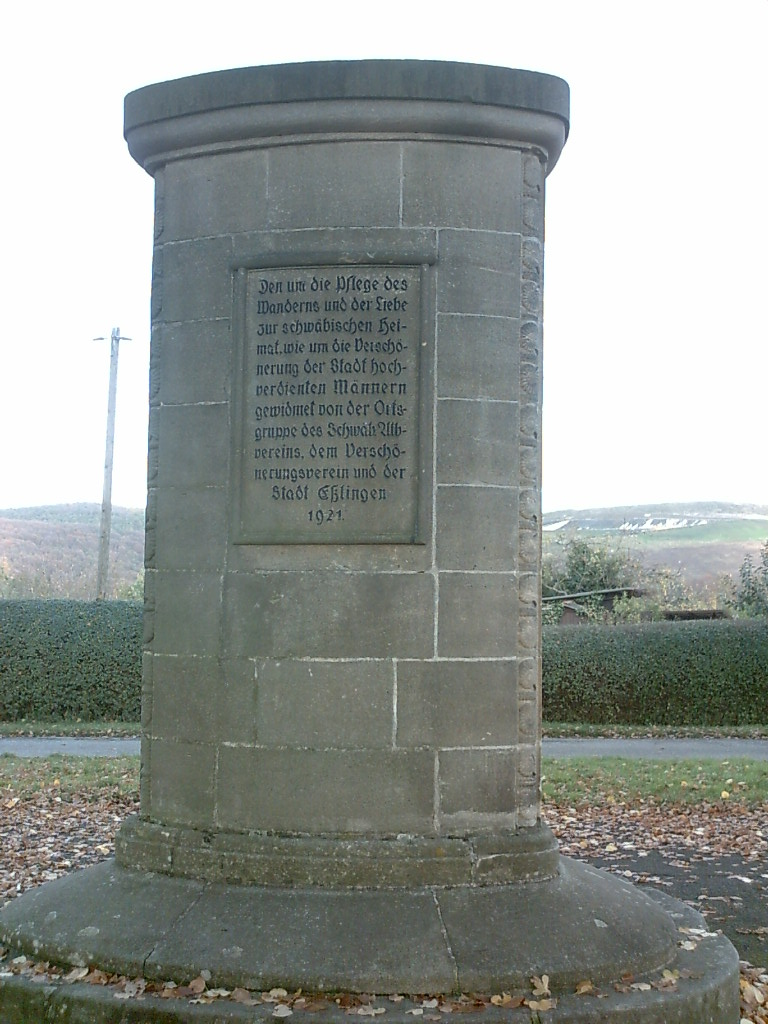
Denkmalinschrift
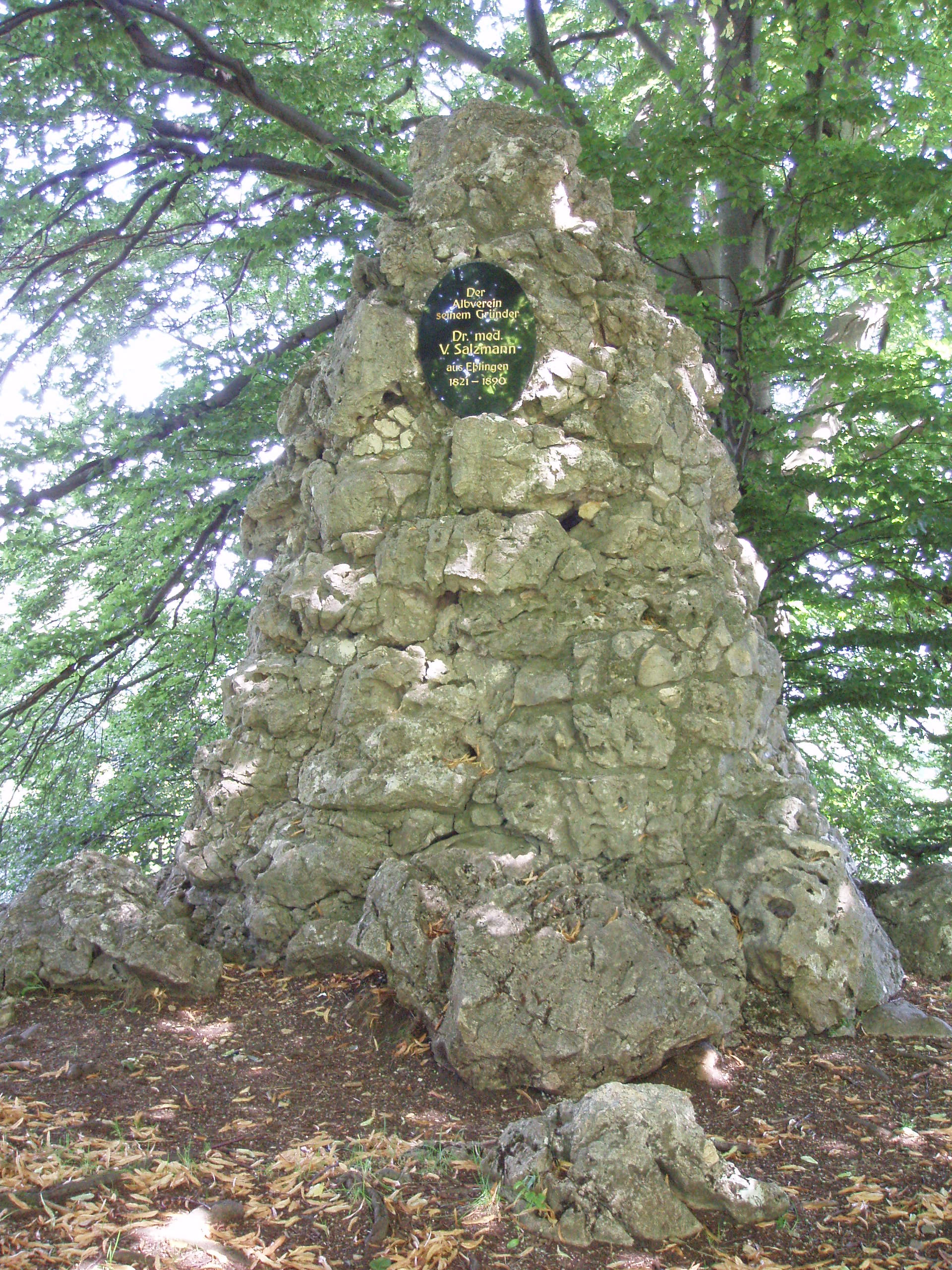
Salzmannstein
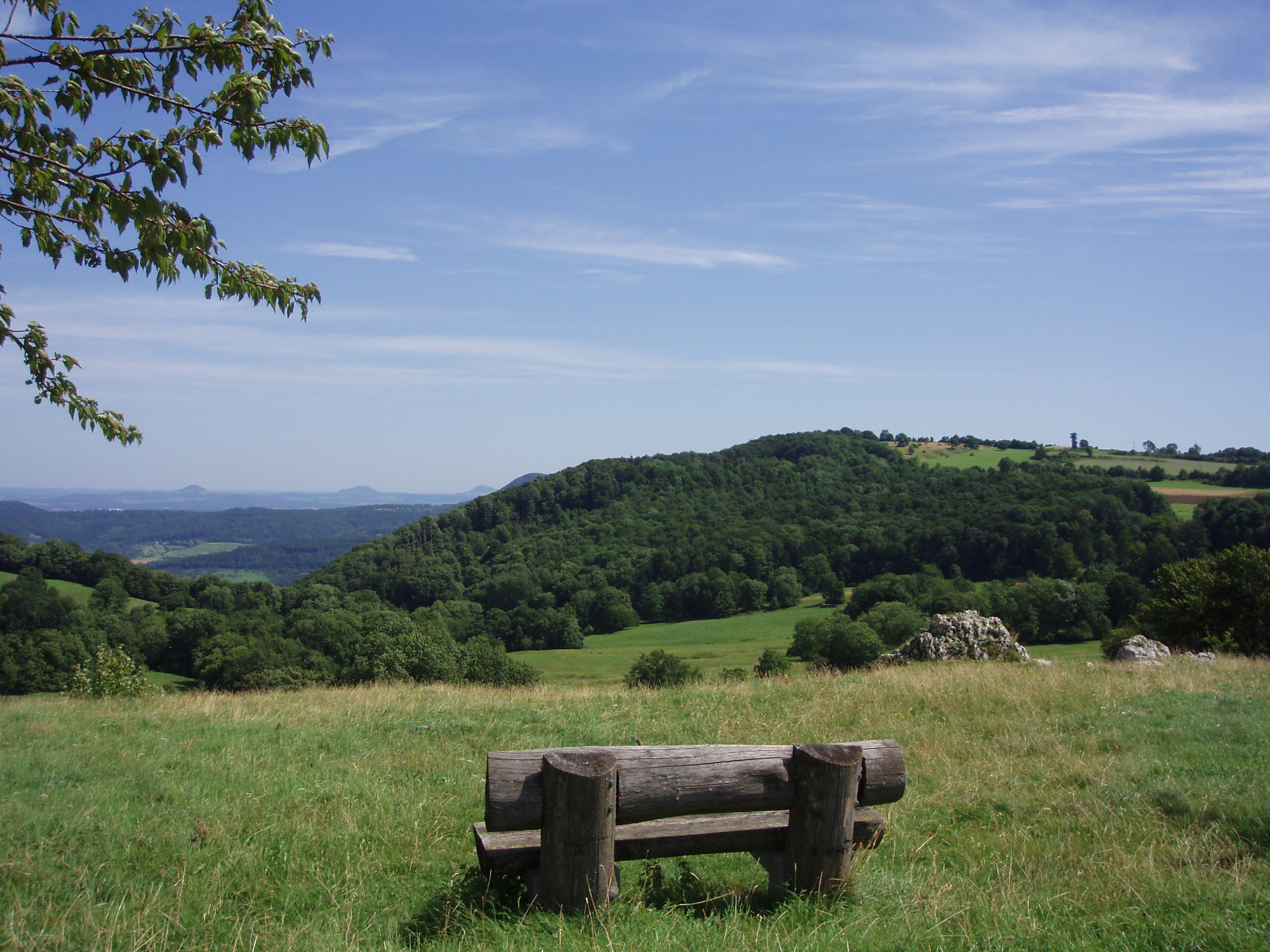
Blick aufs Randecker Maar beim Salzmannstein